# Сверхкритическая флюидная экстракция

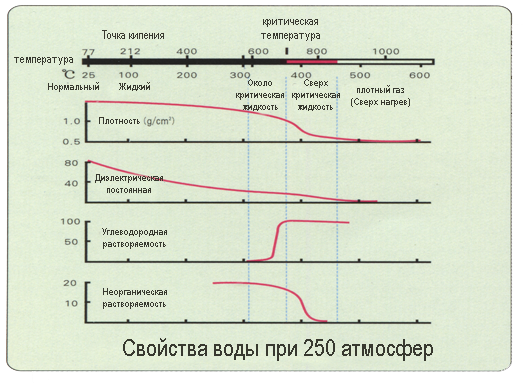
Свойства воды при 250 атмосфер в реакторе
Reaction Engeenering

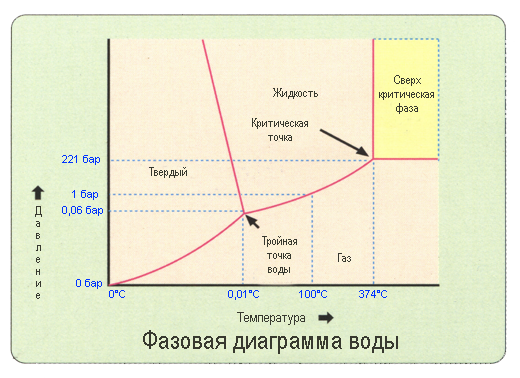
Фазовая диаграмма воды

Сверхкритическая флюидная экстракция — процесс экстракции с использованием сверхкритического флюида в качестве растворителя. Производится контактированием смеси разделяемых компонентов с газообразным экстрагентом при температуре и давлении выше критической точки. Наибольшее распространение в качестве экстрагентов (растворителей) получили СО2, этан, этилен, пропан, SF6 и др.
Использование в качестве растворителя флюидов в сверхкритическом состоянии позволяет осуществлять углублённую переработку исходного сырья в различных индустриях: нефтехимической, пищевой, парфюмерной, фармацевтической и других отраслях промышленности.
Сверхкритическая экстракция — относительно новый процесс; изучение и исследования в этой области активно проводятся с начала 1970-х гг. Основное число работ посвящено извлечению различных веществ сверхкритическим СО2 из-за его высокой растворяющей способности, дешевизны, доступности, нетоксичности и невысоких критических параметров (критическая температура 31,3 °С, критическое давление 7,36 МПа).

## Технология
Использование сверхкритических флюидов в процессах экстракции основано на высокой растворяющей способности различных сжатых газов, которая может быть сравнимой с растворяющей способностью жидких органических растворителей, а также на том факте, что растворяющая способность флюида в близкритической области претерпевает значительные изменения при малых изменениях температуры и давления. Это в свою очередь позволяет проводить углублённое фракционирование исходного сырья и регенерацию растворителя без дополнительных энергетических затрат путём дросселирования флюида до давления, при котором растворимость пренебрежимо мала.
Сверхкритическую флюидную экстракцию осуществляют, как правило, по схеме двухстадийного непрерывного процесса в аппаратах высокого давления, например в тарельчатых колоннах. На первой стадии сверхкритический газ контактирует с жидкой или твердой смесью, извлекая растворимые компоненты. На второй стадии экстрагент регенерируют путём сброса давления или изменения температуры, что приводит к полному осаждению извлеченных веществ. Затем рабочие параметры газа изменяют до требуемых значений и снова направляют его на первую  стадию, организуя циркуляцию экстрагента.
Основная характеристика газа как экстрагента — его растворяющая способность, определяемая количественно параметром растворимости Гильдебранда. Растворяющая способность сильно зависит от температуры Т и давления Р, что позволяет посредством их изменения варьировать растворимость извлекаемых экстрактов-компонентов. В общем виде растворимость i-го компонента можно вычислить по уравнению:
{\displaystyle y_{i}={\frac {P_{i}}{P}}\left\{{\frac {\Phi _{i}}{\Phi _{i}^{c}}}\exp {\left[{\frac {V_{i}\left(p-p_{i}\right)}{RT}}\right]}\right\}}
где
- pi — давление насыщенного пара (при температуре Т) данного компонента;
- р — давление сверхкритического газа;
- Фi — соответствующие коэффициенты летучести компонента при давлении pi и давлении сверхкритического газа;
- Vi, — молярный объем компонента;
- R — универсальная газовая постоянная.

Выражение в фигурных скобках — фактор усиления E, который показывает, во сколько раз растворимость компонента в сверхкритическом газе превышает его растворимость в идеальном газе. Для различных типов и классов извлекаемых веществ значения Е лежат обычно в диапазоне 104—107.
Из соотношения видно, что более летучий компонент обладает и большей растворимостью. Соотношение растворимостей компонентов характеризует селективность извлечения. Часто для её повышения в сверхкритический газ вводят малые добавки полярных веществ — модификаторов (таких как, ацетон, метанол, этанол, трибутилфосфат).
Модификаторы способны образовывать донорно-акцепторные комплексы с некоторыми веществами, что повышает их растворимость в сверхкритическом газе. По сравнению с обычными жидкостями суперкритические газы характеризуются более высокими (на 2-3 порядка) коэффициентами диффузии и более низкой (на 1-2 порядка) вязкостью. Поэтому скорость извлечения не ограничивается массопереносом в сверхкритической фазе.

## Применение
В промышленности сверхкритическую экстракцию используют для извлечения кофеина из зерен кофе, выделения ценных компонентов (раститительных масел, биологически активных веществ) из некоторых видов растительного и животного сырья (цветы ромашки, хмель, морские продукты и др.), регенерации адсорбентов и катализаторов, переработки угля и нефти. Весьма перспективна экстракция для извлечения, разделения и концентрирования продуктов растительного и животного происхождения в пищевой, парфюмерной и хим. фармацевтической отраслях промышленности, а также для извлечения токсичных органических веществ (например пестицидов) из почвы и сточных вод.
Возрастает применение в аналитической химии в качестве селективного метода разделения и концентрирования компонентов сложных смесей органических соединений.

## Внешние ссылки
- [www.xumuk.ru/encyklopedia/2/5286.html сверхкритическая флюидная экстракция] (XuMuk.ru)
- Журнал "Сверхкритические Флюиды: Теория и Практика" (СКФ-ТП)
- Экономическое обоснование использования СКФЭ от ООО “Биолент”